# Mermessus antraeus
Mermessus antraeus là một loài nhện trong họ Linyphiidae.
Loài này thuộc chi Mermessus. Mermessus antraeus được miêu tả năm 1926 bởi Crosby.